# Asalto a la embajada alemana en Suecia
El Asalto a la embajada de Alemania en Estocolmo fue llevada a cabo por la Fracción del Ejército Rojo el 24 de abril de 1975. Colectivamente, los atacantes se refirieron a sí mismos como el Kommando Holger Meins, nombre de su camarada Holger Meins, quien había muerto durante una huelga de hambre en la prisión de Wittlich, el 9 de noviembre de 1974.
La RAF ejecutó esta ocupación porque querían liberar a sus miembros detenidos en Alemania Occidental. Durante el asalto a la embajada alemana, alegaron:

El Comando Holger Meins tiene retenidos a los miembros de la Directiva de la Embajada para liberar a los prisioneros en Alemania Occidental. Si la policía entra, vamos a dinamitar el edificio con 15 kilos de TNT.

## El asalto
El grupo consistió en seis miembros: Karl-Heinz Dellwo, Siegfried Hausner, Hanna Krabbe, Bernhard Rössner, Lutz Taufer y Ulrich Wessel. Ingresaron a la embajada, tomaron a trece oficiales como rehenes y procedieron a ocupar los pisos superiores del edificio.
Previnieron a la Policía de Suecia de que retrocediera o los rehenes serían ejecutados, los policías no cumplieron y uno de los rehenes, el barón von Mirbach, un agregado militar alemán fue sacado de la embajada y asesinado a balazos.
El grupo recibió la información de que el Canciller de Alemania, Dr. Helmut Schmidt, no estaba preparado para negociar con ellos; en respuesta, el agregado económico Hillegaart fue colocado en una ventana y asesinado en público con tres disparos. Con el asesinato de Hillegaart, los atacantes anunciaron que ejecutarían un rehén cada hora hasta que sus demandas se cumplieran.
La policía sueca preparó el asalto al edificio, pero antes de poder hacerlo, la embajada empezó a presentar fuertes y violentas explosiones: el TNT había sido detonado. El terrorista Ulrich Wessel había lanzado una granada, la cual detonó y lo mató. Los demás rehenes, así como los insurgentes del SPK/y de la Fracción del Ejército Rojo, sufrieron todos severas quemaduras. Siegfried Hausner salió aventado hasta caer sobre una patrulla, y murió a consecuencia de sus heridas.
La explosión de la embajada fue grabada totalmente en video por el reportero sueco Bo Holmström, quien permaneció en la parte de afuera de la embajada listo para grabar cuando se iniciaron las explosiones. Cuando estas se iniciaron Holmström empezó a gritar "Lägg ut, lägg ut!" ("¡Empieza a grabar, empieza a grabar!") para asegurarse de que estaba en el aire. Cuando supo que estaba en vivo empezó a reportar los eventos.

## Consecuencias
El asalto a la embajada tuvo una duración aproximada de doce horas y posteriormente se comprobó que el TNT había detonado accidentalmente. Este evento fue una de las muchas actividades terroristas llevadas a cabo por la Fracción del Ejército Rojo durante la década de los setenta y está considerado el punto de quiebre de las negociaciones de la RAF con el Gobierno Federal Alemán, los cuales decidieron no cooperar más ni negociar con terroristas tal como habían hecho con el dirigente político Peter Lorenz, quien había sido secuestrado e intercambiado por terroristas presos del Movimiento 2 de junio.
Entre febrero y marzo de 1976 empezó en Düsseldorf el juicio al Comando Holger Meins por el asalto a la embajada. El 20 de julio de 1977 los acusados recibieron dos penas de cadena perpetua por su participación en la operación.
Norbert Krocher, otro militante radical alemán, fue capturado por la policía sueca en mayo de 1977. Por ese entonces, otro grupo de la RAF, denominado "Kommando Siegfried Hausner", había estado planificando otro ataque contra la ministra Anna-Greta Leijon. El propósito de este nuevo plan era, al igual que con la ocupación de la embajada, liberar numerosos miembros de la RAF detenidos en Alemania. 
También, el 28 de febrero de 1986, once años después del asalto a la Embajada, Olof Palme, el primer ministro de Suecia, fue asesinado. Aunque hubo numerosas teorías sobre este asesinato, la RAF fue una de las organizaciones que asumió la responsabilidad por medio de una llamada anónima a una agencia de noticias en Londres. Durante la llamada dijeron que el asesinato había sido llevado a cabo por el Comando 'Holger Meins', afirmando: «Ustedes pueden chequear en los libros de historia por qué se realizó esta acción». Palme había sido el primer ministro de Suecia durante la ocupación de la embajada alemana en 1975.